# Dave Hause
Dave Hause (Philadelphia, 1978. március 12. –) amerikai énekes, dalszerző.

## Pályafutása
Dave Hause Bob Dylan, a The Beatles és Bruce Springsteen zenéit hallgatva nőtt fel. Nyolc évesen egy nagybátyja elvitte egy The Hooters koncertre, ami már kiskorában felkeltette az élőzene iránti lelkesedését. Tinédzserként az Aerosmith, az Iron Maiden, a Metallica, a Misfits és a The Clash zenéje ragadta meg.
Dave Hause először gitározott, majd énekesként és frontemberként különböző hardcore és punk zenekarokban játszott Philadelphiában.
Az 1990-es években Dave Hause a Step Ahead nevű hardcore/punk zenekar gitárosa volt. A zenekar feloszlása után Hause és Brendan Hill megalapította a The Curse együttest. 2002-04 között a Paint It Black együttes gitárosa volt.
2004-ben megalapította a The Loved Ones punkegyüttest. 2010-ben a The Loved Ones feloszlott. Dave Hause szólóénekesként folytatta pályafutását. Első szólóalbuma, a Resolutions 2011. elején jelent meg. Turnéja segített egyre nagyobb közönséget szerezni, különösen Európában.
Második szólóalbuma, a Devour 2013. végén jelent meg. A „Seasons Greetings From Ferguson” című dal az Egyesült Államokban a feketék elleni rendőri erőszakkal foglalkozik, és Michael Brown halálára céloz. A dalt később a Ferguson Action kampányvideójában használták fel.
Dave Hause harmadik szólóalbuma, a Bury Me In Philly volt 2017-ben. A Rolling Stone magazin pozitív és reményteli albumnak nevezte.
Dave Hause a Bury Me In Philly album turnéjához összeállt egy előzenekar  Dave bátyjával. Dave Hause & The Mermaid összesen 139 koncertet adott 2017-ben. Néhány amerikai lemezbemutató koncert után a Bury Me In Philly turnéja Európába vezetett. A kölni koncertjüken a Westdeutscher Rundfunk rögzítette a Rockpalast televíziós műsor számára (2017).

## Stúdióalbumok
- Resolutions (2011)
- Devour (2013)
- Bury Me in Philly (2017)
- Kick (2019)
- Blood Harmony (2021)
- Drive It Like It’s Stolen (2023)

### EP-k
- Melanin 7 (2010)
- Resolutions (2010)
- Heavy Heart 7 (2012)
- Pray for Tucson 7 (2012)
- Time Will Tell 7 (2012)
- C’mon Kid 7 (2012)
- Home Alone (2015)
- September Haze (2019)

## Fordítás
Ez a szócikk részben vagy egészben  a   Dave Hause című német Wikipédia-szócikk ezen változatának fordításán alapul.  Az eredeti cikk szerkesztőit annak laptörténete sorolja fel. Ez a jelzés csupán a megfogalmazás eredetét és a szerzői jogokat jelzi, nem szolgál a cikkben szereplő információk forrásmegjelöléseként.